# Gueto de Shanghai
El gueto de Shanghai, oficialment conegut com el Sector restringit per a refugiats apàtrides (Restricted Sector for Stateless Refugees), durant l'ocupació dels japonesos va ser una àrea d'aproximadament una milla quadrada al districte d'Hongoku, a la ciutat de Shanghai, creada durant l'ocupació japonesa. Allà, al voltant de 20.000 refugiats jueus, que havien fugit de l'Alemanya nazi, Àustria, Txecoslovàquia, Hongria, Romania, Polònia i Lituània abans i durant la Segona Guerra Mundial, i que es van establir a Shanghai, van ser reubicats seguint la Proclamation Concerning Restriction of Residence and Business of Stateless Refugees.
Els refugiats van ser traslladats a l'àrea més pobra i habitada de la ciutat. Les famílies jueves locals i institucions de caritat administrades per jueus americans els van ajudar amb refugi, menjar i vestits. Les autoritats japoneses van incrementar les restriccions, però el gueto no va ser emmurallat, i els residents locals xinesos, les condicions de vida dels quals també eren sovint dolentes, no van abandonar la zona.

## Pel·lícules
- Shanghai Ghetto. Documental dirigit per Dana Janklowicz-Mann i Amir Mann.  Shanghai Ghetto a Internet Movie Database (anglès).
- The Port of Last Resort: Zuflucht in Shanghai Documental dirigit per Joan Grossman i Paul Rosdy.  The Port of Last Resort a Internet Movie Database (anglès), Cinema de l'Holocaust Arxivat 2007-02-18 a Wayback Machine. al Fritz Bauer Institut (alemany), National Center For Jewish Film' a la Universitat Brandeis, New York Times Review per Anita Gates.
- Another Time... Another Moses. 25 min. Oakton Community College, 1600 Golf Rd., Des Plaines, IL 60016.
- Empire of the Sun, 154 min. (1987).
- Escape to the Rising Sun, 95 min. (1990) National Jewish Center for Jewish Film.
- Exil Shanghai. 4 hrs., 35 min. (1996), Ulrike Ottinger Filmproduktion, Fichtestrasse 34, 10967 Berlin, Germany.
- The Last Refuge: The Story of Jewish Refugees in Shanghai, 50 min. (2004) Ergo: Jewish Video Catalog, 877-539-4748.
- Legendary Sin Cities: Shanghai. 2005. 90 min. Toronto: Paradigm Pictures Corporation, 416-927-7404, or www.amazon.com.
- A Place to Save Your Life. 52 min. Filmakers Library, 212-808-4980.
- Round Eyes in the Middle Kingdom. 52 min. (1996–97) First Run Features/Icarus Films, Nova York, N. Y. Arxivat 2016-03-04 a Wayback Machine.